# Corydalus hayashii
Corydalus hayashii är en insektsart som beskrevs av Contreras-ramos 2002. Corydalus hayashii ingår i släktet Corydalus och familjen Corydalidae. Inga underarter finns listade i Catalogue of Life.